# Nó

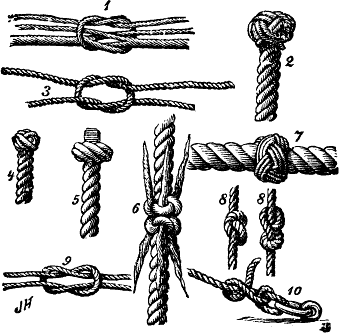
Alguns nós: 1. Splice 2. Manrope knot 3. Nó torto 4. Rosebud stopper 5. Matthew Walker knot 6. Shroud knot 7. Turks head knot 8. Nó botão, Nó oito 9. Nó direito 10. Volta com dois cotes.

Um nó é um método de apertar ou segurar um material linear como a corda por amarração e entrelaçamento. Ele pode consistir de um comprimento de um ou mais segmentos de corda, fibra, nylon, fitas e até mesmo correntes entrelaçadas de modo que permitem que a linha se prenda a si mesma ou a algum outro objeto, a carga. Os nós tem sido alvo de interesses por suas origens antigas, uso comum e implicações matemáticas na teoria dos nós.
Existem vários tipos de nós que podem ser usados para a mesma função. É recomendável conhecer dois ou três nós diferentes com a mesma aplicação para que se possa utilizar o nó mais adequado para cada situação, pois dependendo do material da corda um pode ser melhor do que outro. Um nó que funciona muito bem em uma corda sintética pode não ser apropriado para uma corda de fibras naturais.

## Partes de um cabo (ou corda)

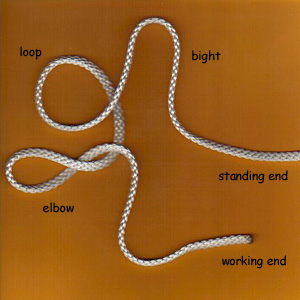

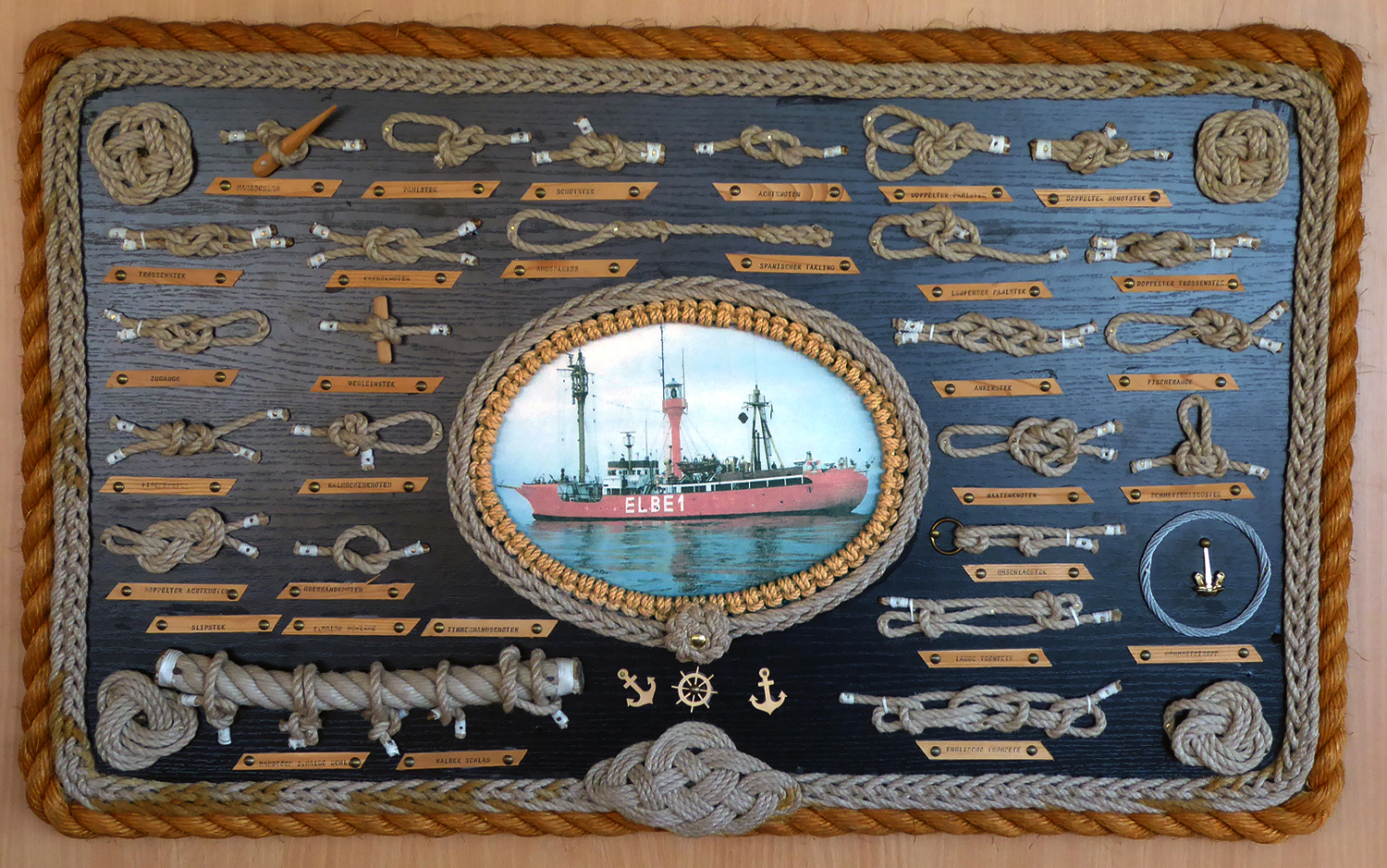
Alguns nós.

- Alça - uma volta resultante da união dos chicotes de uma corda.
- Chicote, extremidade de trabalho ou apêndice - as pontas de um cabo ou corda. (working end)
- Encapeladura - corresponde a dar-se uma nova volta ao laço. (elbow)
- Laçada ou seio - corda dobrada sobre si própria, sem, no entanto, se cruzar; corresponde ao meio de uma parte da corda. (bight)
- Laço - é o cruzamento de duas partes da corda. (loop)
- Parte passiva ou parte abandonada - parte restante da corda (inclui o outro extremo da corda). (standing end)

## Categorias de nós
- Amarras e voltas
- Emendas
- Gacheta
- Lais de guia e laços
- Nós de ligação
- Nós fixos ou de bloqueio